# Телевізійна спецпрограма
Спеціальне телевізійне шоу (англ. Television special), часто також телевізійна спецпрограма (англ. TV special) — це окреме телевізійне шоу, яке тимчасово перериває епізодичні програми, зазвичай заплановані на певний проміжок часу. Деякі спеціальні програми пропонують повний спектр розваг та інформаційної цінності, доступної через телевізійне середовище (новини, драма, комедія, естрада, культура), у різних форматах (телебачення в прямому етері, документальний фільм, студійне виробництво, анімація, фільм) і в будь-якій тривалості перегляду (короткометражні фільми, художні фільми, мінісеріали, телемаратони).

## Приклади
Типи телешоу, які називаються спеціальними, включають:
- Одноразові комедійні шоу
- Адаптації опер, бродвейських вистав та інших мюзиклів
- Профілі знаменитостей, інтерв’ю чи спеціальні пропозиції
- Сезонні програми або паради: спеціальні різдвяні телевізійні програми, парад до Дня подяки Macy's, новорічна ніч
- Театральні фільми та фільми «зроблені для телебачення».
- Мультфільми (короткометражки)
- Нерегулярні спортивні змагання: Олімпійські ігри, Суперкубок
- Конкурс краси: Міс Америка
- Церемонії вручення нагород: Оскар
- Кампанії зі збору коштів (телемаратони, збори застав)
- Постійні екстрені новини або висвітлення подій, таких як похорон великої громадської особи чи весілля члена королівської родини

## Історія
Виробництво перших телевізійних шоу було дуже дорогим, з невеликими гарантіями успіху у публіки, а поточні (щотижневі) шоу зазвичай вимагали одного великого спонсора для роботи. Таким чином, значна частина програм була одноразовими шоу, що включали менших спонсорів і не вимагали лояльної авдиторії. У міру розвитку галузі ця тенденція змінилася на протилежну; до 1950-х років більшість мереж прагнули надавати своїй авдиторії стабільний, звичайний і перевірений вміст. Телевізійні керівники, такі як президент CBS Джеймс Обрі, намагалися уникнути будь-яких порушень у звичках перегляду, які могли б змусити глядачів перейти до іншої мережі. Ці щотижневі серіали, однак, зазвичай ставали надто дорогими для будь-якого окремого спонсора, тому окремі шоу запропонували спосіб продовжувати пристосовуватися до практики одного спонсора, що призвело до таких шоу, як Amahl and the Night Visitors (1951, спонсороване Hallmark Cards як частина телевізійного театру Hallmark) і Шоу 50-ї річниці Форда (1953, двогодинна одночасна трансляція на CBS і NBC).
У 1954 році президент NBC Сильвестр Вівер започаткував інноваційний стиль програмування, який він назвав «спектакль». Ці окремі трансляції, як правило, тривалістю 90 хвилин, були розроблені для залучення великої нової авдиторії та підвищення престижу мережі. Серіали виходили в етер три вечора кожного четвертого тижня – велика авантюра, оскільки суперечливо порушувала рутину глядачів і ризикувала стабільними щотижневими спонсорськими угодами.
Щоб вирішити цю проблему, Вівер використав свій «журнальний» стиль, який передбачав продаж сегментів кожного шоу різним спонсорам, практика, яка перетворилася на сучасну «комерцію». Трьома початковими вражаючими блоками були Hallmark Hall of Fame (неділі, продюсер Альберт МакКлірі), Producer's Showcase (по понеділках, продюсер Фред Коу), Max Liebman Presents (суботи, продюсер Макс Лібман). Згодом термін «видовищний» сприймався як гіперболічний, що призвело до більш сучасного та скромнішого терміну «особливий». Стратегія Вівера не була такою успішною, як передбачувано заплановані та попередньо зняті програми CBS, і він був звільнений у 1956 році.
У 1960-х роках з цього формату розвинулися багатосерійні спеціальні програми, які транслювалися протягом кількох днів на тиждень або в один день протягом кількох тижнів, хоча їх частіше називали міні -серіалами. Термін «телевізійний спеціальний фільм» раніше більше застосовувався до драм чи мюзиклів, які транслювалися наживо або на відео (наприклад, «Пітер Пен»), ніж до відзнятих презентацій, спеціально створених для телебачення, які називалися (і залишаються) фільмами, створеними для телебачення.
В епоху, коли ще не було кабельного та домашнього відео, телевізійній авдиторії часто доводилося чекати цілий рік або більше, щоб побачити спеціальну програму чи фільм, який мав великий вплив на перший перегляд. Сьогодні онлайн-трансляція часто дає змогу глядачам знову переглянути телешоу майже одразу після того, як воно вийшло в етер, а домашнє відео, яке значною мірою поступилося місцем цифровому завантаженню, дає можливість широкій громадськості мати копії телешоу та фільми.